# Isi & Disi: alto voltaje
Isi/Disi: alto voltaje es una película española cómica de 2006 dirigida por Miguel Ángel Lamata y protagonizada por Santiago Segura y Florentino Fernández. Es una secuela del filme Isi/Disi. Amor a lo bestia (2004).

## Sinopsis
En el entierro de su padre Eugenio, Isi, acompañado de Disi, decide despedir a su progenitor con salvas de cañón, como los AC/DC, y lo hace a lo grande cargando el cañón con munición real. En su hazaña destruyen un valioso mausoleo y la multa que deben pagar por ello es tan alta que el juez amenaza con embargar el local que su padre le dejó en herencia. La única solución para salvarse es demostrar que su grupo de rock, Rata Muerta, es el mejor en un espectáculo presentado por Angie, una roquera y el amor platónico de Disi. Berdún, el novio de Angie y magnate discográfico sin escrúpulos, decide hacer la vida imposible a los dos amigos, saboteando su repentina fama.

## Producción
Cuando se lo propusieron al director, Lamata pensó en realizar una historia que gustara a los mismos de la anterior película, pero sin ofrecer exactamente lo mismo que la anterior. Si en la primera se trata de un amor no correspondido, aquí se tratan los antagonismos y los enfrentamientos y la importancia de ser fiel. También se han realizado cambios en los personajes, Disi ahora trabaja como actor porno e Isi se ha vuelto resabiado y manipulador.

## Reparto
| Intéerprete                         | Personaje                      |
| ----------------------------------- | ------------------------------ |
| Santiago Segura                     | Isi                            |
| Florentino Fernández                | Disi                           |
| El Gran Wyoming                     | Berdún                         |
| Kira Miró                           | Angie                          |
| Miguel Ángel Rodríguez 'El Sevilla' | Pota                           |
| Ruth Zanon                          | Kuki                           |
| Miguel Ángel Aijón                  | Maniaco                        |
| Pilar Rubio                         | Inga                           |
| Mayte Navales                       | Manuela                        |
| Jaime Ordóñez                       | Francois                       |
| Pedro Rebollo                       | Carvajal                       |
| Juan Pablo López                    | Esquizo                        |
| Samuel Miró                         | Zumbao                         |
| Loreto Fajardo                      | Demencia                       |
| Arévalo                             | Tío Poli                       |
| Germán Burgos                       | Mono Burgos                    |
| José Luis Coll                      | Chinchón                       |
| Tito Fuentes                        | Ismael Fuentes - Molotov       |
| Paco Ayala                          | Paco Ayala - Molotov           |
| Miky Huidobro                       | Miky Huidobro - Molotov        |
| Randy Ebright                       | Randy Ebright - Molotov        |
| Miguel Campos                       | Cura                           |
| Ricardo Joven                       | Reverendo heavy                |
| Roberto Marchetti                   | Angus                          |
| Ramón G. del Pomar                  | Malcolm                        |
| Zaida Serrano                       | Periodista viciosa             |
| Paula Pomarón                       | Periodista morbosa             |
| Diego Carvajal                      | Guía cementerio                |
| Juan Ramón Lucas                    | Él mismo                       |
| Ruth Arteaga                        | Heavy buenorra                 |
| Cecilia Gessa                       | Celia Blanco                   |
| Lucía Lapiedra                      | Ella misma                     |
| Zuleidy                             | Ella misma                     |
| Paco Collado                        | Policía nacional               |
| Fernando Chinarro                   | Juez                           |
| Raúl Sanz                           | Heavy guaperas                 |
| Juan Miguel Fernández               | Regidor                        |
| Ana Rosa Quintana                   | Ana Rosa Quintana              |
| Andreu Castro                       | Armando                        |
| Torbe                               | Operario grúa                  |
| Miguel Ángel Aparicio               | Heavy borracho                 |
| Esteban Oliver                      | Pavarotto                      |
| Jinson Añazco                       | Liliputos                      |
| Braulio Dorado                      | Liliputos                      |
| Israel Gutiérrez Ríos               | Liliputos                      |
| Miguel Lagos                        | Liliputos                      |
| Jorge Rodero                        | Liliputos                      |
| Manuel Granda Terrón                | Malayerba                      |
| María Dolores Márquez               | Malayerba                      |
| Leopoldo Megino Samper              | Malayerba                      |
| Andrés Moya Corral                  | Malayerba                      |
| Manuela Sánchez Solís               | Malayerba                      |
| Félix Terzagui Rivas                | Malayerba                      |
| Roberto Montañés                    | Toreros Zombies                |
| José Manuel Tafalla                 | Toreros Zombies                |
| Guillermo Mata                      | Toreros Zombies                |
| Eduardo Tomas                       | Toreros Zombies                |
| Oscar Algarabel                     | Toreros Zombies                |
| Iñaki Villuendas                    | Marujos                        |
| Ricardo Vicente Lorenzo             | Marujos                        |
| Samuel Zapatero                     | Marujos                        |
| Samuel Tejero                       | Marujos                        |
| Luis Alberto Rodríguez              | Pavarottos                     |
| Antonio José Romero                 | Pavarottos                     |
| Jesús Rafael Vidal                  | Pavarottos                     |
| Danilo                              | Pavarottos                     |
| Cristina Rodríguez                  | Hermanas del Perpetuo Tormento |
| Ruth Sabucedo                       | Hermanas del Perpetuo Tormento |
| Rosa Sáez                           | Hermanas del Perpetuo Tormento |
| Lur Usabiaga                        | Hermanas del Perpetuo Tormento |
| Juan Hervella-Rego                  | Katanas de Satán               |
| Eva Ángeles Oltra Marín             | Katanas de Satán               |
| Alex G. Robles                      | Katanas de Satán               |
| Juan Carlos Serrato                 | Katanas de Satán               |
| Leonardo Dantés                     | Leonardo Dantés                |
| Jesús Pérez Teira                   | Médico                         |
| Emma Hidalgo                        | Pibón del porrito              |
| Carolina Camargo Panciera           | Pibón del calimocho            |
| Boxy Conde                          | Luchador marcial               |
| Elio Godino                         | Luchador marcial               |
| Nacho Serapio                       | Luchador marcial               |
| Yolanda Brown                       | Chica Play Boy                 |